# Кручи
Кручи — село в Екатериновском районе Саратовской области России. Входит в состав Бакурского муниципального образования. Основано в 1904 году.
В селе родился видный советский учёный в области журналистики Иван Акимович Портянкин (1905—1965).

## География
Село находится в северной части Саратовского Правобережья, в пределах Окско-Донской равнины, в степной зоне, на правом берегу реки Бакурки, на расстоянии примерно 36 километров (по прямой) к северо-востоку от посёлка городского типа Екатериновки. Абсолютная высота — 181 метр над уровнем моря.
Климат
Климат характеризуется как континентальный с холодной малоснежной зимой и сухим жарким летом. Среднегодовая температура воздуха — 4,6 °C. Средняя многолетняя температура самого холодного месяца (января) составляет −13 °С (абсолютный минимум — −43 °С), температура самого тёплого (июля) — 20 °С (абсолютный максимум — 40 °С). Средняя продолжительность безморозного периода 140—150 дней. Среднегодовое количество атмосферных осадков — 500 мм, из которых 225—320 мм выпадает в период с апреля по октябрь. Снежный покров держится в среднем 130—140 дней в году.
Часовой пояс
Село Кручи, как и вся Саратовская область, находится в часовой зоне МСК+1. Смещение применяемого времени относительно UTC составляет +4:00.

## Население
| 2002 | 2010 |
| ---- | ---- |
| 365  | ↘289 |

Половой состав
По данным Всероссийской переписи населения 2010 года в половой структуре населения мужчины составляли 49,5 %, женщины — соответственно 50,5 %.
Национальный состав
Согласно результатам переписи 2002 года, в национальной структуре населения русские составляли 92 % из 365 чел.